# Pagan’s Mind
Pagan’s Mind ist eine Progressive-Metal-Band aus Norwegen.

## Bandgeschichte
Gegründet wurde die Band im Sommer 2000 in Porsgrunn/Skien durch Nils K. Rue, Stian Kristoffersen und Thorstein Aaby, die zuvor bereits gemeinsam in der Metal-Band Silverspoon gespielt hatten. Im Lauf der nächsten Wochen wurde die Band durch Steinar Krokmo, Jørn Viggo Lofstad und Ronny Tegner vervollständigt. Noch im selben Jahr nahmen sie ihr erstes Album auf. Infinity Divine erschien im November 2000 bei dem norwegischen Label „FaceFront“.
Am 18. November 2002 veröffentlichten sie ihr zweites Album Celestial Entrance bei dem deutschen Label Limb Music, welches 2004 auch das Debütalbum neu aufnehmen ließ. Das dritte Studioalbum enigmatic: calling stieg 2005 in den norwegischen Album-Charts auf Platz 15 ein.
2004 spielten Jørn Viggo Lofstad, Stian Kristoffersen und Ronny Tegner mit Jørn Lande dessen Soloalbum Out to Every Nation sowie eine Neuauflage des eigenen Debüt-Albums Infinity Divine.
Im November 2007 erschien ihr neues Album God’s Equation, das wie seine Vorgänger in den Mediamaker Studios in Norwegen aufgenommen wurde. Thorstein Aaby, der ehemalige Gitarrist und Gründungsmitglied der Band, verstarb am 24. Juli 2007.
Abgesehen von einer kleineren Tour durch Großbritannien im März 2006 spielten Pagan’s Mind hauptsächlich auf Festivals in Skandinavien. Ende 2007 tourten sie als Vorgruppe für Fates Warning durch Deutschland. 2008 erfolgten Touren als Vorband von Brainstorm, Powerwolf und Sonata Arctica, 2009 eine weitere in Nordamerika mit Stratovarius. Zudem tritt Pagan’s Mind häufig bei den diversen „ProgPower“-Festivals auf, die in Skandinavien, den Niederlanden, dem UK und der USA stattfinden.
Das Album Heavenly Ecstasy erschien unter dem neuen Label SPV/Steamhammer Mitte Mai 2011. In den norwegischen Charts stieg es auf Platz 1 der norwegischen Künstler sowie Platz 10 der internationalen Künstler ein.
Ende Mai folgten Konzerte in Belgien und Holland, unter anderem beim Dokk’em Festival. Das niederländische Magazin Aardschok kürte Heavenly Ecstasy zum Album des Monats.
Im Juni 2011 spielten Pagan auf der Hauptbühne des Graspop Festivals in Belgien.
Im September / Oktober 2011 gehen Pagan’s Mind mit Symphony X und DGM auf Europatournee.

## Diskografie

### Alben
- Infinity Divine (2000; Re-Recording 2004)
- Celestial Entrance (2002)
- enigmatic: calling (2005)
- God’s Equation (2007)
- Heavenly Ecstasy (2011), veröffentlicht als CD Digipack inkl. 2 Bonustracks & Poster, CD Digipack und 2LP Orange Vinyl Special Edition (2011)
- Full Circle – Live at Center Stage (2015)

### Videoalben
- Live Equation 2009 (in 3 Versionen erhältlich: CD + 2DVD (limitierte Auflage in Black Box), 2 DVD and CD + DVD)

## Musik-Videos
- Through Osiris Eyes (Celestial Entrance)
- Aegean Shores (Celestial Entrance)
- Enigmatic Mission (enigmatic: calling)
- Atomic Firelight (God’s Equation)
- Intermission (Heavenly Ecstasy)